# Uroš II
Uroš II van Raška (Servisch: Урош II Првослав, Uros II Provslav) was Servisch grootžupan van ongeveer 1140 tot 1161.
Uroš II volgde zijn vader Uroš I op en heerste over Raška, Dioclitië en de Kustlanden (het huidige Herzegovina), en deels ook over Bosnië. In 1161 kwam hij in opstand tegen de Byzantijnse keizer Manuel I, waardoor Servië onder de heerschappij van Byzantium kwam. Zijn broer Desa werd als župan aangesteld.